# Christian Bruhn (Mediziner, 1868)

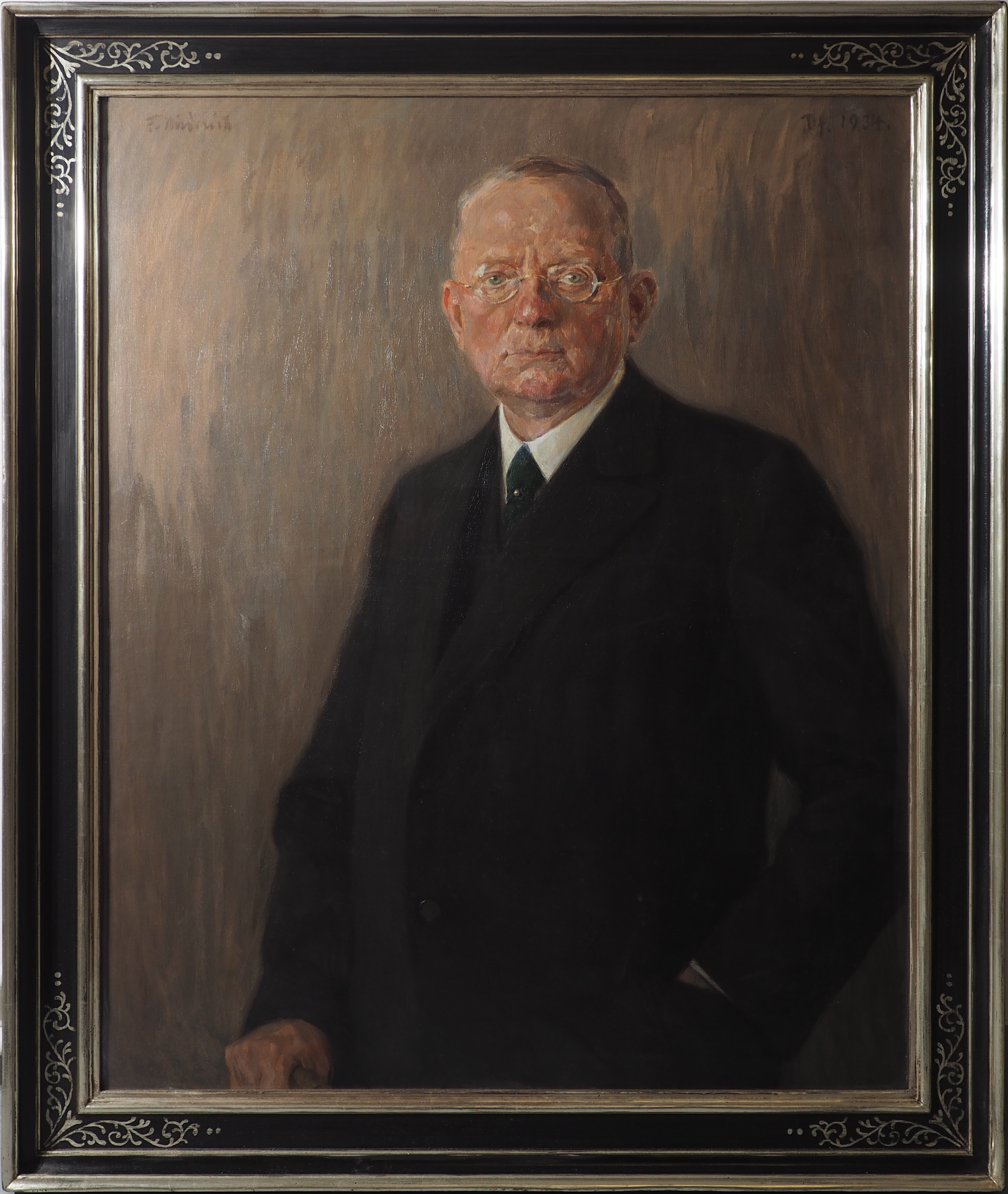
Christian Bruhn, Ölgemälde von Franz Kiederich, 1934

Christian Nis Nicolaus Bruhn (* 9. Januar 1868 in  Segeberg; † 27. August 1942 in Düsseldorf) war ein deutscher Zahnmediziner. Er begründete die Westdeutsche Kieferklinik.

## Leben
Als Sohn eines Berginspektors mit vier Jahren  verwaist, kam Bruhn zu einem Pastorenonkel. Im Alter von zehn Jahren wurde er in Erziehungsanstalten nach Wallsbüll und nach Berlin gegeben. Von 1881 an besuchte er mehrere höhere Schulen in Plön, Hamburg und Goslar. Nach dem Abitur studierte er an der  Friedrich-Wilhelms-Universität Berlin, der Julius-Maximilians-Universität Würzburg und der Ludwig-Maximilians-Universität München. 1888 wurde er mit Gustav Drehmann Mitglied des  Corps Makaria Würzburg.
Seine praktische Ausbildung erhielt Bruhn bei einem amerikanischen Zahnarzt in Darmstadt. Auf sein Anraten eröffnete er im Frühjahr 1891 eine zahnärztliche Praxis in Düsseldorf. Sie hatte enormen Zulauf und Bruhn wurde zum gefragtesten Zahnarzt der Stadt. Als das Kuratorium der  Düsseldorfer Akademie für Praktische Medizin eine Dozentur für Zahnheilkunde eingerichtet hatte, wurde sie Bruhn am 10. Juli 1908 übertragen. Seit dem 12. Januar 1911 Professor, widmete Bruhn sich vor allem Erkrankungen und Verletzungen der  Kiefer. Durch Unfälle in der rheinischen Schwerindustrie nicht unerfahren, sah er komplexe Kopfverletzungen bei künftigen Kriegen hellsichtig voraus. Mit Chirurgen diskutierte er deshalb die Folgen für die ärztliche Versorgung. Zu Beginn des  Ersten Weltkrieges stellte er seine Praxishäuser an der Sternstraße beim  Hofgarten als Privatlazarett zur Verfügung. Mit ihm als Chefarzt wurde es noch 1914 in das Königliche Reservelazarett I Düsseldorf übernommen und um das Mannesmann-Haus und städtische Häuser erweitert. Am Ende des Krieges hatte das „Lazarett“ sechs Abteilungen mit 682 Betten. Mehr als doppelt so groß wie das Berliner Gegenstück, war es die bei weitem größte Kieferklinik, die jemals bestanden hat.

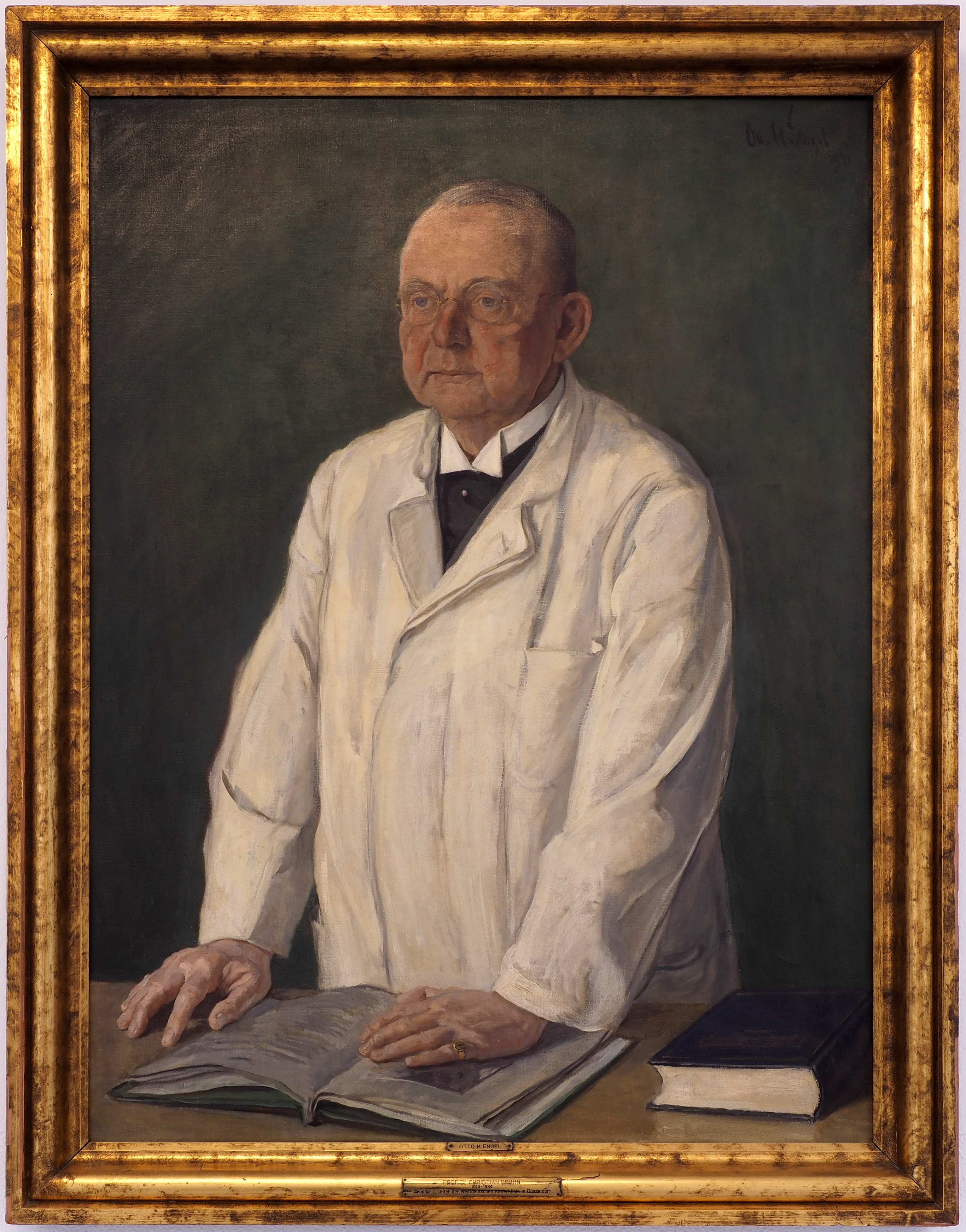
Christian Bruhn, Ölgemälde von Otto H. Engel 1931

## Westdeutsche Kieferklinik
1917 betrieb Bruhn die Gründung des Vereins Westdeutsche Kieferklinik, der das Lazarett für die Krankenversorgung nach dem Krieg sichern und Forschung und Lehre in der Zahn-, Mund- und Kieferheilkunde fördern sollte. Nach dem Umbau hatte die Westdeutsche Kieferklinik ca. 100 Betten. 1920 arbeiteten dort zwölf Ärzte und Zahnärzte unter Bruhns Leitung, so auch Adolf Klughardt. Carl Kukulies leitete die zahnärztliche, August Lindemann die chirurgische Abteilung. Im Sommersemester 1921 begann der Vorlesungsbetrieb für niedergelassene Ärzte und Zahnärzte im neuen Hörsaal. Die Westdeutsche Kieferklinik gelangte rasch zu internationalem Ansehen. Als die Eifersüchteleien der etablierten Kollegen überwunden waren, konnte die Westdeutsche Kieferklinik am 1. September 1923 von der Stadt Düsseldorf übernommen und der „neuen“ Medizinischen Akademie angegliedert werden. Im Juli 1924 wurde Bruhn zum ordentlichen Professor ernannt. Nach jahrelangen Querelen und Einschaltung des preußischen Kulturministeriums erreichte er die Genehmigung von Lindemanns Habilitation, der ersten in Deutschland für Kiefer- und Gesichtschirurgie. 1934  emeritiert, starb Bruhn mit 74 Jahren. Die Luftangriffe auf Düsseldorf und die Zerstörung seiner Klinik erlebte er nicht mehr.

## Werke
- „Und die Arbeit half uns!“ Bilder aus dem Düsseldorfer Lazarett für Kiefer-Verletzte. A. Bagel, Düsseldorf 1915.
- „Und wenn die Trompeten blasen.“ Selbsterlebtes aus dem Kriege erzählt von Verwundeten des Düsseldorfer Kieferlazaretts. A. Bagel, Düsseldorf 1915.
- Bericht über eine zweijährige Tätigkeit des Düsseldorfer Lazarettes für Kieferverletzte. 15. August 1914 – 15. August 1916. Bergmann, Wiesbaden 1916.
- Mitwirkung am Handbuch der Zahnheilkunde:
  - Band 1: Die chirurgischen Erkrankungen der Mundhöhle, der Zähne und Kiefer. Bergmann, Wiesbaden 1917.
  - Band 2: Konservierende Zahnheilkunde. Bergmann, Wiesbaden 1925.
  - Band 3: Zahnärztliche Prothetik. Bergmann, Wiesbaden 1926.
  - Band 4: Gebiss-, Kiefer- und Gesichtsorthopädie Bergmann, Wiesbaden 1939.
- Deutsche Zahnheilkunde. Sonderheft zu Ehren von Christian Bruhn. G. Thieme, Leipzig 1928.

## Ehrungen
Auf dem Gerresheimer Waldfriedhof erhielt Christian Bruhn eine Ehrengrabstätte.